# گیلان‌چای
گیلان‌چای (به ترکی آذربایجانی: Gilançay) یک منطقهٔ مسکونی در جمهوری آذربایجان است که در شهرستان اردوباد واقع شده‌است. گیلان‌چای ۲۸۷ نفر جمعیت دارد.